# Slovo (glagoljsko slovo)
Slovo (stsl. slovo) je naziv za slovo glagoljice i stare ćirilice. 
Koristilo se za zapis glasa /s/, te kao broj 200. Oblik slova nije objašnjen.
Standard Unicode i HTML ovako predstavljaju slovo slovo u glagoljici:
|                    | Unikod | Unikod                          | HTML     | HTML | izgled ovisi o pregledniku | poveznice (engl.)                |
| k. točka           | naziv  | kod                             | entitet  |      | izgled ovisi o pregledniku | poveznice (engl.)                |
| ------------------ | ------ | ------------------------------- | -------- | ---- | -------------------------- | -------------------------------- |
| veliko slovo slovo | U+2C14 | GLAGOLITIC CAPITAL LETTER SLOVO | &#x2C14; | nema | Ⱄ                          | detaljni podaci test preglednika |
| malo slovo slovo   | U+2C44 | GLAGOLITIC SMALL LETTER SLOVO   | &#x2C44; | nema | ⱄ                          | detaljni podaci test preglednika |

## Vanjske poveznice
- Definicija glagoljice u standardu Unicode (PDF) (eng.)
- Stranica R. M. Cleminsona, s koje se može instalirati font Dilyana koji sadrži glagoljicu po standardu Unicode  Arhivirana inačica izvorne stranice od 29. listopada 2005. (Wayback Machine) (eng.)